# Enchelidium japanicum
Enchelidium japanicum is een rondwormensoort uit de familie van de Enchelidiidae.